# 加賀八幡站
加賀八幡站（日语：／ Kaga-yawata eki */?）是位於石川縣小松市八幡町，北陸鐵道小松線的鐵路車站（廢站）。

## 概要
此站是位於小松線大約中間點，也是唯一設有列車交會的車站。站內設有小松線路軌維護設施。在1979年，當年的上下車人次為平均每日200人。

## 歷史
- 1929年（昭和4年）5月15日：白山電氣鐵道車站啟用[2]。
- 1937年（昭和12年）11月4日：公司改名為小松電氣鐵道。
- 1945年（昭和20年）7月20日：小松電氣鐵道把業務轉讓給北陸鐵道，成為北陸鐵道小松線車站。
- 1986年（昭和61年）6月1日：小松線全線廢除，此站也被廢除[2]。

## 車站構造
此站是地面車站，設有2面2線的相對式月台。在上行月台上設有木製站舍。在廢站前還有職員當值。但是在晩年，職員只進行運輸業務，不會進行售票業務。

## 現狀
車站遺址變為四線道路。站舍和路軌維護設施遺址變成巴士站範圍，但是實際上沒有巴士路線停靠。

## 相鄰車站
北陸鐵道
小松線
若杉－加賀八幡－佐佐木

## 注腳
1. 1 2  RM LIBRARY 212 北陸鉄道小松線（寺田裕一・著　NEKO PUBLISHING　2020年4月1日初版）p.38 - 39
2. 1 2  今尾惠介《日本鐵道旅行地圖帳》6號 北信越（新潮社、2008年）p.28

## 相關項目
- 日本鐵路車站列表 Ka